# Бег из логора Керестинец 1941.
|  | Овај чланак је део серије чланка о Загребу у Народно-ослободилачкој борби. |

Логор Керестинец основан је 31. марта 1941. када је Мачекова влада похапсила неколицину комуниста и тамо их сместила. Доласком усташа на власт, логор је предан њима на управу.
Након стрељања групе од десет логораша, 9. јула 1941, комунисти-робијаши су у договору са члановима Градског комитета КПХ за Загреб организовали бег из логора у ноћи с 13. на 14. јул. У бегу је учествовало 111 логораша, углавном комуниста. Због лоше координације, већина логораша је ухваћена и убијена, а спасило се само њих 14.

## Припреме за бег
Поводом ликвидације усташког агента Људевита Тиљка, усташе су за одмазду 8. јула извели из логора Керестинец десеторицу логораша, међу којима и Божидара Аџију, Огњена Прицу, Отокара Кершованија, које су наредног дана стрељали у Максимиру.
После овог догађаја, логорашима је постало јасно да ће пре или после сви тако завршити. Већина логораша били су комунисти, те су одлучили да у сарадњи са својим партијским руководиоцима у Загребу, изврше пробој из логора у ноћи између 13. и 14. јула. Заточеници су извршили припреме за разоружање унутрашње страже, што је био њихов део задатка. Ово је био најтежи део задатка, јер заточеници нису имали никакво оружје. Задатак загребачке партијске организације био је организовање прихвата бегунаца у околини логора на одређеним тачкама за састајање.
Било је формирано пет ударних група за напад на стражу:
- Ударна група 1 (у саставу Јарослав Хвала, Милан Басић и Фрањо Сауха) преузела је задатак да разоружа стражара на стражарском месту у ходнику испред спаваоница заточеника.
- Ударна група 2 (у саставу Јурај Берманец, Нико Томић, Петар Корасић, Ћирил Брезовац, Стјепан Влахек, Валент Сух и Стјепан Шеремет) требало је да разоружа стражаре у првој стражарској соби с десне стране ходника.
- Ударна група 3 (Изет Сујолџић, Лавослав Шрајер, Стјепан Јелић, Јован Кевић, Блаж Ваљин, Владимир Божац, Јосип Рендић, Винко Милинковић и Звонко Комарица) требало је да разоружа стражу у другој стражарској соби на крају ходника.
- Ударна група 4 (Јожа Турковић, Петар Казић, Иван Клешћић, Антун Урак) имала је задатак да разоружа заповедника логора и његова заменика.
- Ударна група 5 (Јосип Шибер и Владо Витасовић) требало је да разоружа командира логорске страже.

Целокупном акцијом руководили су Дивко Будак и Андрија Жаја.

## Пробој из логора
У заказано време, неколико минута после поноћи, Јосип Шибер почео је да глуми грчеве на свом лежају. Басић је остао иза врата, а Хвала је позвао стражара у помоћ. Кад је стражар дотрчао у ћелију, робијаши су га разоружали, али је притом опалила пушка и узбунила логорску стражу. После узбуне, све ударне групе ступиле су у акцију. Док је прва нападачка група разоружала стражара на ходнику, друга група упала је у логорску канцеларију и нашла неколико пиштоља и бомби. Трећа група разоружала је командира страже и неке стражаре. Командир је послушао налог и позвао на предају стражаре забарикадиране у другој стражарској соби. Пошто им је обећано да неће бити стрељани, предали су се. Заточеници су се тако домогли још оружја. Затим су командира повели до главног улаза у логор и заповедили му да и спољним стражарима нареди да положе оружје. Позвао их је и одмах су се предали.
Након пола сата борбе, комунисти су разоружали и унутрашњу и спољну логорску стражу, те се опскрбили са довољно оружја. Међутим, спољна организација је заказала и бегунце нитко није дочекао изван логора. Убрзо су дошли до пута Загреб–Карловац, где су се поделили у две групе. Десно од пута отишли су Цесарец, Жаја, Грковић, Влахек, Лопандић и још тридесетак комуниста. У групи лево од пута остали су Крндељ, Турковић, Шибер, Лолић, Беговац, Томић, Обратил, Комарица, Дакић, В. Божац, Гавранчић и сви остали. Групе после раздвајања нису више успеле да успоставе везу.
Другу групу пресреле су усташе и напали ју 14. јула око 19 часова у ступничкој шуми. Живи заробљени били су Иван Крндељ, Павао Марковац, Људевит Кон, Марко Кон, Александар Турковић и Иван Казић. Усташе су их одвеле у станицу Раков Поток и тамо претукли и мучили, а затим превезли у затвор уулици Рачкога 9 у Загребу. Део комуниста из ове групе успео је да се пробије из усташког обруча. Били су то Лолић, Беговац, Обратил, Божац, Вуковић и Дакић. У селу Доње Пургарије повезали су се са загребачком партијском организацијом и стигли у град. После су били упућени у партизанске одреде. Од свих њих, рат је преживео само Драгутин Дакић. Из обруча код ступничке шуме пробили су се још Комарица, Милинковић, Фројндлих, Јелић и Глумац. Рат је преживео Звонко Комарица. Погинули су вероватно на самом месту Шибер, Томић, Бабић, Гавранчић, Сујолџић, Куленовић, Ј. Кевић и Божић.
Прву групу опколиле су усташе код села Обрежа истог дана већ око 14 часова. Њихова је ситуација била много тежа, јер су морали да се пробијају дању. Милан Басић погинуо је јуришајући на усташе кундаком пошто је испалио и посљедњи метак. Жаја и Влахек оставили су у пиштољима по један метак да живи не падну у непријатељске руке. Пробивши се до у близину Загреба обојица су починили самоубиство. Сам се убио из истих разлога и Славко Фрдеља.

## Последице
Од осамдесет комуниста, колико их се пробило из логора, мало их се спасило. Два дана пушкарало се у околици и чак на прилазима Загреба на савској обали. Неки су убијени на Сави кад су већ допрли до града, други су погинули у шумарцима и на савским пољима. Трећи су били ухваћени живи и убрзо стрељани. Погинули су и неки комунисти који су им из Загреба похитали у помоћ. Меду њима је погинуо и Бранко Малешевић, командант лоше организоване групе која је требало да споља нападне логор и прихвати заточенике када се пробију напоље.
У писму од 2. августа 1941. године, члан ЦК КПЈ, Едвард Кардељ, пише између осталог: »...да је акција на Керестинец завршила висе него с неуспјехом« ... и сматра »неодговорношћу која се данас не опрашта«. Писмо је упућено Јосипу Брозу Титу. Првих дана месеца августа, и Тито је писао Централном комитету КПХ оштро и критички о лоше изведеној акцији.
Једна од кључних личности у организовању спашавања из логора био је Словенац Јосип Копинич, иначе совјетски агент у Загребу. Он је, по одласку Тита и ЦК КПЈ у Београд, силом прилика и због својих амбиција, почео да све самосталније деловање. Залагао се за тезу да се због поделе Југославије и КПЈ треба прилагодити таквом стању. Сматрао је себе компетентним да самостално води организацију у Загребу, иако није желео раскид с Титом у Београду. Копинич је пред Коминтерном настојао да покаже како је способан изводити веома захтевне акције, а уверио је и Градски комитет КПХ Загреба да има мандат Коминтерне да потиче акције и самостално руководи. Тако је и дошло до неуспеха везаног уз акцију ослобађања логораша из Керестинца.
Централни комитет КПХ био је кажњен укором »због недовољне контроле и предузимања мера за извршавање акција које је ЦК КПЈ нужно поставио пред читавом Партијом у моменту разбојничког напада на СССР«.

## У популарној култури
Бег из керестинечког логора је представљао заплет 3. епизоде ТВ-серије Непокорени град под насловом Непокорени.